# Juliana van Pavilly

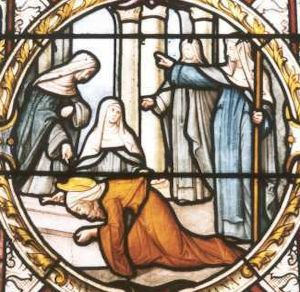
Glas-in-loodraam, Juliana van Pavilly op het graf van Austreberthe

Juliana of Julia van Pavilly (Frans: Julienne de Pavilly), ook wel Juliana van Montreuil, was de derde abdis van de abdij van Austreberthe in Pavilly in het Franse departement Seine-Maritime. Haar feestdag als heilige is op 11 oktober.

## Biografie
Juliana wilde intreden in het klooster van Austreberthe  maar werd, hoewel zij er om smeekte, meerdere keren geweigerd door abdis Benedicta (opvolger van Austreberthe). Benedicta vond haar van te arme en onedele afkomst. Op de feestdag van Austreberthe (10 februari) trachtte zij het nogmaals, en wendde zich rechtstreeks tot de stichteres Austreberthe. Ze wierp zich op het graf van de heilige en onder tranen bad zij hartgrondig en zwoer dat ze niet zou opstaan totdat zij mocht intreden. Benedikta was zeer ontstemd en beval om Julienne met geweld van het graf te verwijderen. Terstond werd Benedicta ernstig ziek. Ze begreep dat ze fout gehandeld had en gaf toestemming en genas direct.
Julienne trad in als dienstmeisje. Zij was een lichtend voorbeeld voor de zusterse en diende ijverig, nederig en met grote naastenliefde. De nonnen noemden haar het zusje van Jezus.
Toen Benedicta in 700 overleed volgde Julienne haar op als abdis. Zij overleed in 750.

## Overblijfselen
In 1803 schonken de nonnen hun kunstschatten aan de parochie van Montreuil en aan de stad. Deze (met onder meer de stoffelijke resten van Juliana, Austreberthe en de staf van Austreberthe) bevinden zich nog steeds (2021) in het bezit van de Église Saint-Saulve de Montreuil in Montreuil-sur-Mer. 
- Nationale Bibliotheek van Tsjechië: xx0030160
- Virtual International Authority File: 85485028